# إكس أو إكس أو (ألبوم)
إكس أو إكس أو (بالإنجليزية: XOXO)‏ هو أول ألبوم إستديو لفرقة الفتيان الكورية الجنوبية-الصينية إكسو، تم إصدار الألبوم في 3 يونيو 2013 من قبل شركة إس إم إنترتينمنت وتم توزيعه من قبل شركة جيني ميوزيك. تم إصدار هذا الألبوم بعد إصدار أول أسطوانة مطولة للفرقة بعنوان «ماما» (2012). تم إصدار الألبوم بنسختين: النسخة الكورية تحت عنوان «القبلة» والنسخة الصينية تحت عنوان «العناق». تم إصدار أغنيتان منفردتان من الألبوم: «ذئب» و«زمجرة»، والتي أصبحت فيما بعد الأغنية القيادية لنسخة الألبوم المعاد إصدارها والذي تم إصداره في 5 أغسطس 2013. كلا الأغنيتان دخلا المخطط ضمن العشرة الأوائل من مخطط غاون للأغاني المنفردة، كما حصلت أغنية «زمجرة» علي رقم 3 في بيلبورد كوريا كي بوب هوت 100. فاز الألبوم بجائزة ألبوم السنة في حفل توزيع جوائز الموسيقى الآسيوية إم نت لعام 2013 وبيع أكثر من مليون نسخة، كما دخل الألبوم قائمة الألبومات الأكثر مبيعا في كوريا.

## قائمة أغاني الألبوم

### إكس أو إكس أو (النسخة العادية)

#### نسخة القبلة (النسخة الكورية)
- (늑대와 미녀) ذئب
- حبيبتي لا تبكي (인어의 눈물) (غناء: سوهو، بيكهيون، تشانيول، دي أو)
- لؤلؤة سوداء (검은 진주)
- (나비소녀) لا تذهبي
- اطرد الوحش (짐승을 보자)
- 3.6.5 (세 여섯 다섯)
- أزمة قلبية (마비 심장)
- (피터팬) بيتر بان
- حبيبتي (아가)
- سيدتي (내 여자)
- (늑대와 미녀) ذئب (نسخة إكسو كي)
- (狼与美女) ذئب (نسخة مندرينية)

#### نسخة العناق (النسخة الصينية)
- (狼与美女) ذئب (غناء: إكسو)
- حبيبتي لا تبكي (人鱼的眼泪) (صينية تقليدية: 人魚的眼淚)
- لؤلؤة سوداء (黑珍珠)
- (蝴蝶少女) لا تذهبي
- اطرد الوحش (让出兽)
- 3.6.5 (三 六 五)
- أزمة قلبية (心脏病发作)
- (彼得潘) بيتر بان
- حبيبتي (第一步)
- سيدتي (我的女士)
- (狼与美女) ذئب (نسخة إكسو إم)
- (늑대와 미녀) ذئب (نسخة كورية)

## المبيعات

### مبيعات الألبوم
| المخطط                | المبيعات               |
| --------------------- | ---------------------- |
| اليابان (أوريكون)     | 28,000+ (نسخة العناق)  |
| اليابان (أوريكون)     | 62,000+ (نسخة القبلة)  |
| كوريا الجنوبية (غاون) | 224,373+ (نسخة العناق) |
| كوريا الجنوبية (غاون) | 328,824+ (نسخة القبلة) |

| المخطط                | المبيعات               |
| --------------------- | ---------------------- |
| كوريا الجنوبية (غاون) | 234,764+ (نسخة العناق) |
| كوريا الجنوبية (غاون) | 461,596+ (نسخة القبلة) |

## تاريخ الإصدار
| النسخة        | التاريخ        | المنطقة                               | الشكل                 | العلامة التجارية              | الفهرس       |
| ------------- | -------------- | ------------------------------------- | --------------------- | ----------------------------- | ------------ |
| أصلية         | 3 يونيو 2013   | في جميع أنحاء العالم / كوريا الجنوبية | قرص مضغوط، تحميل رقمي | إس إم إنترتينمنت، جيني ميوزيك | SMK0242      |
| أصلية         | 3 يونيو 2013   | في جميع أنحاء العالم / كوريا الجنوبية | قرص مضغوط، تحميل رقمي | إس إم إنترتينمنت، جيني ميوزيك | SMK0243      |
| أصلية         | 19 يوليو 2013  | تايوان                                | قرص مضغوط، تحميل رقمي | أفيكس                         | AVKCD80280/A |
| أصلية         | 19 يوليو 2013  | تايوان                                | قرص مضغوط، تحميل رقمي | أفيكس                         | AVKCD80280/B |
| أصلية         | 27 يوليو 2013  | الفلبين                               | قرص مضغوط، تحميل رقمي | تسجيلات يونيفرسال             | SMK0242      |
| أصلية         | 27 يوليو 2013  | الفلبين                               | قرص مضغوط، تحميل رقمي | تسجيلات يونيفرسال             | SMK0243      |
| أصلية         | 12 يونيو 2013  | تايلاند                               | قرص مضغوط، تحميل رقمي | إس إم ترو                     |              |
| أصلية         | 12 يونيو 2013  | تايلاند                               | قرص مضغوط، تحميل رقمي | إس إم ترو                     |              |
| إعادة الإصدار | 5 أغسطس 2013   | في جميع أنحاء العالم / كوريا الجنوبية | قرص مضغوط، تحميل رقمي | إس إم إنترتينمنت، جيني ميوزيك | SMK0275      |
| إعادة الإصدار | 5 أغسطس 2013   | في جميع أنحاء العالم / كوريا الجنوبية | قرص مضغوط، تحميل رقمي | إس إم إنترتينمنت، جيني ميوزيك | SMK0276      |
| إعادة الإصدار | 13 سبتمبر 2013 | تايوان                                | قرص مضغوط، تحميل رقمي | أفيكس تايوان                  | AVKCD80280/C |
| إعادة الإصدار | 13 سبتمبر 2013 | تايوان                                | قرص مضغوط، تحميل رقمي | أفيكس تايوان                  | AVKCD80280/D |
| إعادة الإصدار | 16 أغسطس 2013  | تايلاند                               | قرص مضغوط، تحميل رقمي | إس إم ترو                     |              |
| إعادة الإصدار | 16 أغسطس 2013  | تايلاند                               | قرص مضغوط، تحميل رقمي | إس إم ترو                     |              |

## الجوائز والترشيحات
| السنة | الجائزة                       | العمل المرشح  | النوع                          | النتيجة |
| ----- | ----------------------------- | ------------- | ------------------------------ | ------- |
| 2013  | جوائز القرص الذهبي            | زمجرة         | Digital Bonsang                | رُشِّح     |
| 2013  | جوائز القرص الذهبي            | إكس أو إكس أو | Disk Bonsang                   | فوز     |
| 2013  | جوائز القرص الذهبي            | إكس أو إكس أو | Disk Daesang                   | فوز     |
| 2013  | مل وان ميوزيك أوورد           | زمجرة         | أغنية العام                    | فوز     |
| 2013  | مل وان ميوزيك أوورد           | زمجرة         | جائزة الفيديو الموسيقى         | رُشِّح     |
| 2013  | مل وان ميوزيك أوورد           | إكس أو إكس أو | ألبوم العام                    | رُشِّح     |
| 2013  | جائزة إمنيت للموسيقى الآسيوية | إكس أو إكس أو | بي سي - يونيون باي ألبوم العام | فوز     |
| 2013  | جائزة إمنيت للموسيقى الآسيوية | زمجرة         | بي سي - يونيون باي أغنية العام | رُشِّح     |
| 2013  | جوائز سول للموسيقى            | زمجرة         | تسجيل العام في إصدار رقمي      | فوز     |
| 2013  | مهرجان أغنية كي بي إس         | زمجرة         | أغنية العام                    | فوز     |
| 2013  | جوائز الموسيقى العالمية       | زمجرة         | أفضل أغنية عالمية              | فوز     |

### جوائز برنامج الموسيقى
| الأغنية | البرنامج                                | التاريخ       |
| ------- | --------------------------------------- | ------------- |
| "ذئب"   | ميوزيك بانك (نظام البث الكوري)          | 14 يونيو 2013 |
| "ذئب"   | شوو! أوماك جونشيم (مؤسسة منهوا للإذاعة) | 15 يونيو 2013 |
| "ذئب"   | إنكيغايو (نظام بث سول)                  | 16 يونيو 2013 |
| "ذئب"   | شوو تشامبين (إم بي سي ميوزيك)           | 19 يونيو 2013 |
| "زمجرة" | ميوزيك بانك (نظام البث الكوري)          | 16 أغسطس 2013 |
| "زمجرة" | ميوزيك بانك (نظام البث الكوري)          | 23 أغسطس 2013 |
| "زمجرة" | إنكيغايو (نظام بث سول)                  | 18 أغسطس 2013 |
| "زمجرة" | إنكيغايو (نظام بث سول)                  | 25 أغسطس 2013 |
| "زمجرة" | إنكيغايو (نظام بث سول)                  | 1 سبتمبر 2013 |
| "زمجرة" | شوو تشامبين (إم بي سي ميوزيك)           | 21 أغسطس 2013 |
| "زمجرة" | شوو تشامبين (إم بي سي ميوزيك)           | 28 أغسطس 2013 |
| "زمجرة" | شوو تشامبين (إم بي سي ميوزيك)           | 4 سبتمبر 2013 |
| "زمجرة" | إم! كاونت داون (إمنت)                   | 22 أغسطس 2013 |
| "زمجرة" | إم! كاونت داون (إمنت)                   | 29 أغسطس 2013 |
| "زمجرة" | إم! كاونت داون (إمنت)                   | 5 سبتمبر 2013 |
| "زمجرة" | شوو! أوماك جونشيم (مؤسسة منهوا للإذاعة) | 24 أغسطس 2013 |
| "زمجرة" | شوو! أوماك جونشيم (مؤسسة منهوا للإذاعة) | 31 أغسطس 2013 |
| "زمجرة" | شوو! أوماك جونشيم (مؤسسة منهوا للإذاعة) | 7 سبتمبر 2013 |